# Cyclopina janaina
Cyclopina janaina – gatunek widłonoga z rodziny Cyclopinidae. Opisali go w 1991 roku brazylijscy zoolodzy Guilherme Ribeiro Lotufo i Carlos Eduardo Falavigna da Rocha, nadając mu nazwę Cuipora janaina. Miejsce typowe to plaża Bregari w mieście Salvador w Brazylii. 